# Vrbica (Pljevlja)
Pour les articles homonymes, voir Vrbica.
Vrbica (en serbe cyrillique : Врбица) est un village du nord du Monténégro, dans la municipalité de Pljevlja.

## Démographie

### Évolution historique de la population
| 1948 | 1953 | 1961 | 1971 | 1981 | 1991 | 2003 |
| ---- | ---- | ---- | ---- | ---- | ---- | ---- |
| 111  | 124  | 132  | 122  | 89   | 65   | 38   |